# Lo show dei record
Lo show dei record è stato un programma televisivo italiano di genere talent show, in collaborazione con i Guinness World Records, andato in onda in prima serata su Canale 5 dal 7 gennaio 2006 al 15 maggio 2025 (ad eccezione della settima edizione, andata in onda su TV8 dal 25 novembre al 23 dicembre 2018 con il titolo La notte dei record), condotto nella puntata pilota e nelle prime due edizioni da Barbara D'Urso, nella terza edizione da Paola Perego e Christian Recalcati, nella quarta, nella sesta e dall'ottava all'undicesima edizione da Gerry Scotti, nella quinta edizione da Teo Mammucari, mentre la settima edizione da Enrico Papi.

## Il programma

### Format
Il programma, versione italiana del programma Ultimate Guinness World Records, è dedicato ai primatisti più famosi e particolari del mondo appartenenti al Guinness dei primati.
In tutte le edizioni è presente inoltre il giudice ufficiale del Guinness World Records: Marco Frigatti, che ha il compito di convalidare e certificare il raggiungimento effettivo dei nuovi record e il superamento di quelli precedenti, e Lorenzo Veltri, il suo assistente.

### Storia

#### Edizioni Mediaset (2006-2015)
Nel 2015, vista l'introduzione delle esterne che hanno come inviato Edoardo, il figlio di Gerry Scotti, era presente anche il giudice canadese Lisa Hoffman, che si occupava di convalidare i record delle esterne.

#### Edizione Sky (2018)
Il 27 ottobre 2018, venne annunciata la notizia che il gruppo Sky ha acquistato il programma e che è stato trasmesso sul canale free TV8 con il nuovo titolo La notte dei record. La conduzione del programma era affidata a Enrico Papi e la produzione a Magnolia. Le registrazioni del programma partivano da novembre 2018, dagli studi De Paolis di Roma. Il 31 ottobre 2018, fu comunicata la notizia che il programma è andato in onda nel mese di novembre. Tramite gli spot pubblicitari venne ufficializzata la data di messa in onda che trovò la sua collocazione dal 25 novembre al 23 dicembre in prima serata per cinque puntate.  I giudici che avevano il compito di convalidare e certificare il raggiungimento effettivo dei nuovi record, in questa settima edizione, erano Sofia Greenacre e David Ferrini.

#### Il ritorno a Mediaset (2022-2025)
Il 3 gennaio 2020 fu annunciata la notizia che l'ottava edizione del programma era prevista per la primavera di quell'anno su Canale 5 con la conduzione di Claudio Amendola e Ilary Blasi. Tuttavia, il 13 marzo 2020, è stato chiesto di rinviare la messa in onda a settembre, a causa dell'emergenza COVID-19. Questo però fu un rinvio inaccettabile per i due conduttori che decidono di abbandonare la conduzione.  Dal 6 marzo al 10 aprile 2022, infatti, l'ottava edizione è stata trasmessa su Canale 5 con la conduzione di Gerry Scotti che è stato anche alla conduzione del programma per le edizioni del 2011 e del 2015.
Nell'ottava edizione, invece, la giuria è stata composta da Sofia Greenacre e lo storico Lorenzo Veltri, mentre Marco Frigatti è stato presente per convalidare alcuni record ottenuti nel resto del mondo. Nella nona edizione, Marco Frigatti torna nel suo ruolo di giudice insieme a Lorenzo Veltri mentre Sofia Greenacre è presente per la convalida dei record in esterna e di alcuni record in studio.
Il 20 dicembre 2022 la Banijay aveva annunciato una nona edizione, andata in onda dal 19 febbraio al 23 aprile 2023, sempre con la conduzione di Gerry Scotti. Dopo il termine della nona edizione, il programma è stato rinnovato per una decima edizione, andata in onda dal 4 febbraio al 21 aprile 2024, sempre con la conduzione di Gerry Scotti. Dal 5 marzo al 15 maggio 2025 è tornato con l'undicesima edizione sempre con la conduzione di Gerry Scotti.

### Studi televisivi
| Studio                                                         | Edizione | Edizione | Edizione | Edizione | Edizione | Edizione | Edizione | Edizione | Edizione | Edizione | Edizione | Edizione | Totale |
| Studio                                                         | Pilota   | 1ª       | 2ª       | 3ª       | 4ª       | 5ª       | 6ª       | 7ª       | 8ª       | 9ª       | 10ª      | 11ª      | Totale |
| -------------------------------------------------------------- | -------- | -------- | -------- | -------- | -------- | -------- | -------- | -------- | -------- | -------- | -------- | -------- | ------ |
| Studi Le Robinie, Milano                                       |          |          |          |          |          |          |          |          |          |          |          |          | 1      |
| Europroduzione, Madrid                                         |          |          |          |          |          |          |          |          |          |          |          |          | 1      |
| Studi della Icet, Brugherio                                    |          |          |          |          |          |          |          |          |          |          |          |          | 1      |
| Studio 1 del Centro Titanus Elios, Roma                        |          |          |          |          |          |          |          |          |          |          |          |          | 1      |
| Studio 20 del Centro di produzione Mediaset di Cologno Monzese |          |          |          |          |          |          |          |          |          |          |          |          | 2      |
| Studio 8 del Centro Titanus Elios, Roma                        |          |          |          |          |          |          |          |          |          |          |          |          | 1      |
| Studios De Paolis, Roma                                        |          |          |          |          |          |          |          |          |          |          |          |          | 1      |
| Studio 11 del Centro di produzione Mediaset di Cologno Monzese |          |          |          |          |          |          |          |          |          |          |          |          | 4      |

## Cast

### Conduzione
| Conduzione     | Edizione | Edizione | Edizione | Edizione | Edizione | Edizione | Edizione | Edizione | Edizione | Edizione | Edizione | Edizione | Totale |
| Conduzione     | Pilota   | 1ª       | 2ª       | 3ª       | 4ª       | 5ª       | 6ª       | 7ª       | 8ª       | 9ª       | 10ª      | 11ª      | Totale |
| -------------- | -------- | -------- | -------- | -------- | -------- | -------- | -------- | -------- | -------- | -------- | -------- | -------- | ------ |
| Barbara D'Urso |          |          |          |          |          |          |          |          |          |          |          |          | 3      |
| Paola Perego   |          |          |          |          |          |          |          |          |          |          |          |          | 1      |
| Gerry Scotti   |          |          |          |          |          |          |          |          |          |          |          |          | 6      |
| Teo Mammucari  |          |          |          |          |          |          |          |          |          |          |          |          | 1      |
| Enrico Papi    |          |          |          |          |          |          |          |          |          |          |          |          | 1      |

### Regia
| Regista            | Edizione | Edizione | Edizione | Edizione | Edizione | Edizione | Edizione | Edizione | Edizione | Edizione | Edizione | Edizione | Totale |
| Regista            | Pilota   | 1ª       | 2ª       | 3ª       | 4ª       | 5ª       | 6ª       | 7ª       | 8ª       | 9ª       | 10ª      | 11ª      | Totale |
| ------------------ | -------- | -------- | -------- | -------- | -------- | -------- | -------- | -------- | -------- | -------- | -------- | -------- | ------ |
| Maurizio Pagnussat |          |          |          |          |          |          |          |          |          |          |          |          | 1      |
| Sergio Colabona    |          |          |          |          |          |          |          |          |          |          |          |          | 2      |
| Egidio Romio       |          |          |          |          |          |          |          |          |          |          |          |          | 1      |
| Stefano Vicario    |          |          |          |          |          |          |          |          |          |          |          |          | 1      |
| Roberto Cenci      |          |          |          |          |          |          |          |          |          |          |          |          | 7      |

### Scenografia
| Scenografo                | Edizione | Edizione | Edizione | Edizione | Edizione | Edizione | Edizione | Edizione | Edizione | Edizione | Edizione | Edizione | Totale |
| Scenografo                | Pilota   | 1ª       | 2ª       | 3ª       | 4ª       | 5ª       | 6ª       | 7ª       | 8ª       | 9ª       | 10ª      | 11ª      | Totale |
| ------------------------- | -------- | -------- | -------- | -------- | -------- | -------- | -------- | -------- | -------- | -------- | -------- | -------- | ------ |
| Massimiliano Degli Abbati |          |          |          |          |          |          |          |          |          |          |          |          | 2      |
| Marco Calzavara           |          |          |          |          |          |          |          |          |          |          |          |          | 10     |

## Edizioni
| Edizione | Anno | Rete televisiva | Titolo del programma | Conduzione     | Periodo           | Periodo          | Puntate | Regia              |
| Edizione | Anno | Rete televisiva | Titolo del programma | Conduzione     | Inizio            | Fine             | Puntate | Regia              |
| -------- | ---- | --------------- | -------------------- | -------------- | ----------------- | ---------------- | ------- | ------------------ |
| Pilota   | 2006 | Canale 5        | Lo show dei record   | Barbara D'Urso | 7 gennaio 2006    | 7 gennaio 2006   | 1       | Maurizio Pagnussat |
| 1ª       | 2008 | Canale 5        | Lo show dei record   | Barbara D'Urso | 27 marzo 2008     | 10 aprile 2008   | 3       | Sergio Colabona    |
| 2ª       | 2009 | Canale 5        | Lo show dei record   | Barbara D'Urso | 30 aprile 2009    | 28 maggio 2009   | 5       | Egidio Romio       |
| 3ª       | 2010 | Canale 5        | Lo show dei record   | Paola Perego   | 27 marzo 2010     | 8 maggio 2010    | 7       | Stefano Vicario    |
| 4ª       | 2011 | Canale 5        | Lo show dei record   | Gerry Scotti   | 17 marzo 2011     | 5 maggio 2011    | 8       | Roberto Cenci      |
| 5ª       | 2012 | Canale 5        | Lo show dei record   | Teo Mammucari  | 13 settembre 2012 | 25 ottobre 2012  | 7       | Roberto Cenci      |
| 6ª       | 2015 | Canale 5        | Lo show dei record   | Gerry Scotti   | 17 febbraio 2015  | 6 aprile 2015    | 8       | Roberto Cenci      |
| 7ª       | 2018 | TV8             | La notte dei record  | Enrico Papi    | 25 novembre 2018  | 23 dicembre 2018 | 5       | Sergio Colabona    |
| 8ª       | 2022 | Canale 5        | Lo show dei record   | Gerry Scotti   | 6 marzo 2022      | 10 aprile 2022   | 6       | Roberto Cenci      |
| 9ª       | 2023 | Canale 5        | Lo show dei record   | Gerry Scotti   | 19 febbraio 2023  | 23 aprile 2023   | 10      | Roberto Cenci      |
| 10ª      | 2024 | Canale 5        | Lo show dei record   | Gerry Scotti   | 4 febbraio 2024   | 21 aprile 2024   | 12      | Roberto Cenci      |
| 11ª      | 2025 | Canale 5        | Lo show dei record   | Gerry Scotti   | 5 marzo 2025      | 15 maggio 2025   | 10      | Roberto Cenci      |

## Puntate e ascolti

### PuntataPilota(2006)
La puntata Pilota, registrata giovedì 5 gennaio 2006 e andata in onda sabato 7 gennaio dello stesso anno, è stata condotta da Barbara D'Urso con la partecipazione di Raul Cremona e registrata a Milano negli studi Le Robinie. Ha ottenuto un ottimo risultato di ascolti con il 24,68% di share e con picchi di oltre il 35-40%.
| Puntata | Messa in onda  | Ascolti        | Ascolti |
| Puntata | Messa in onda  | Telespettatori | Share   |
| ------- | -------------- | -------------- | ------- |
| Pilota  | 7 gennaio 2006 | 5 022 000      | 24,68%  |

### Prima edizione (2008)
Dopo l'ottimo ascolto della replica della puntata pilota, riproposta giovedì 3 gennaio 2008 in prima serata su Canale 5, Mediaset decise di preparare tre nuove puntate, andate in onda di giovedì il 27 marzo, il 3 e il 10 aprile del medesimo anno, nuovamente con la conduzione di Barbara D'Urso e con la partecipazione straordinaria del campione subacqueo Umberto Pelizzari, riscuotendo un grandissimo successo con oltre il 25% di share e più di 6 milioni di spettatori a puntata. Questa edizione è stata registrata a Madrid negli studi dell'Europroduzione, proprietaria del format venduto in molti paesi del mondo.
| Puntata | Messa in onda  | Ascolti        | Ascolti |
| Puntata | Messa in onda  | Telespettatori | Share   |
| ------- | -------------- | -------------- | ------- |
| 1       | 27 marzo 2008  | 6 120 000      | 26,74%  |
| 2       | 3 aprile 2008  | 7 529 000      | 32,16%  |
| 3       | 10 aprile 2008 | 6 619 000      | 27,66%  |
| Media   | Media          | 6 756 000      | 28,85%  |

### Seconda edizione (2009)
Dopo il grande successo della prima edizione, il programma è stato rinnovato per una seconda edizione ed è andata in onda ogni giovedì in prima serata su Canale 5 dal 30 aprile al 28 maggio 2009 per cinque puntate con la conduzione di Barbara D'Urso, con la partecipazione di Umberto Pelizzari e altre due presenze fisse femminili nel ruolo di "vallette", Barbara Faggioli e Federica di Bartolo. Presenza fissa anche di He Pingping (l'uomo più basso del pianeta) e Xi Shun (l'uomo più alto del pianeta). Le cinque puntate sono state registrate a Brugherio negli studi della Icet.
| Puntata | Messa in onda  | Ascolti        | Ascolti |
| Puntata | Messa in onda  | Telespettatori | Share   |
| ------- | -------------- | -------------- | ------- |
| 1       | 30 aprile 2009 | 6 132 000      | 27,00%  |
| 2       | 7 maggio 2009  | 6 561 000      | 27,98%  |
| 3       | 14 maggio 2009 | 5 810 000      | 25,90%  |
| 4       | 21 maggio 2009 | 5 804 000      | 26,32%  |
| 5       | 28 maggio 2009 | 5 830 000      | 27,44%  |
| Media   | Media          | 6 027 000      | 26,93%  |

### Terza edizione (2010)
La terza edizione del programma, è andata in onda ogni sabato in prima serata su Canale 5 dal 27 marzo all'8 maggio 2010 per sette puntate con la conduzione di Paola Perego, e con la partecipazione di Christian Recalcati e Umberto Pelizzari, ed è stata registrata a Roma negli studi Elios. Il programma ha riscosso un successo inferiore rispetto alle precedenti edizioni, raggiungendo una media di ascolti pari a 3 600 000 telespettatori ed il 19% di share circa, pagando anche una difficile collocazione al sabato sera e la forte concorrenza di Rai 1 con il programma campione d'ascolti Ti lascio una canzone.
Presenza fissa anche di questa edizione sarebbe dovuta essere quella di He Pingping, che è deceduto il 13 marzo 2010 all'età di 22 anni, proprio durante il periodo di registrazione del programma. Per questo motivo, la prima puntata andata in onda il 27 marzo 2010 corrisponde alla terza puntata registrata, in cui l'ex uomo più basso del mondo non era più presente. Pertanto, gli autori de Lo show dei record hanno invertito l'ordine delle puntate per poter eliminare le scene delle prime due in cui egli compariva, per non speculare sullo spiacevole evento. La conduttrice ha comunque dedicato un piccolo spazio e un blocco a He Pingping durante l'ultima puntata del programma, andata in onda l'8 maggio 2010.
| Puntata | Messa in onda  | Ascolti        | Ascolti |
| Puntata | Messa in onda  | Telespettatori | Share   |
| ------- | -------------- | -------------- | ------- |
| 1       | 27 marzo 2010  | 3 632 000      | 18,06%  |
| 2       | 3 aprile 2010  | 3 263 000      | 16,64%  |
| 3       | 10 aprile 2010 | 3 864 000      | 19,16%  |
| 4       | 17 aprile 2010 | 3 817 000      | 19,07%  |
| 5       | 24 aprile 2010 | 3 773 000      | 18,77%  |
| 6       | 1º maggio 2010 | 3 566 000      | 20,29%  |
| 7       | 8 maggio 2010  | 3 745 000      | 19,21%  |
| Media   | Media          | 3 665 000      | 18,74%  |

### Quarta edizione (2011)
La quarta edizione del programma, è stata proposta ogni giovedì in prima serata su Canale 5 dal 17 marzo al 5 maggio 2011 per otto puntate. La conduzione questa volta è stata affidata a Gerry Scotti con la partecipazione di Davide De Zan e di Max Vitale e con la presenza fissa di Jyoti Amge (la donna più bassa del pianeta), mentre la registrazione delle puntate è avvenuta nello studio 20 di Cologno Monzese di Milano. Tra i record vi è stato anche quello del presentatore, che è risultato il conduttore di sesso maschile che ha condotto più puntate in assoluto al mondo del format di Chi vuol essere milionario?. In quest'edizione gli ascolti sono risaliti, con un'audience di 5 milioni e 22% di share.
| Puntata | Messa in onda  | Ascolti        | Ascolti |
| Puntata | Messa in onda  | Telespettatori | Share   |
| ------- | -------------- | -------------- | ------- |
| 1       | 17 marzo 2011  | 6 122 000      | 23,15%  |
| 2       | 24 marzo 2011  | 5 126 000      | 20,99%  |
| 3       | 31 marzo 2011  | 5 820 000      | 22,71%  |
| 4       | 7 aprile 2011  | 5 430 000      | 22,45%  |
| 5       | 14 aprile 2011 | 5 319 000      | 21,85%  |
| 6       | 21 aprile 2011 | 5 254 000      | 22,70%  |
| 7       | 28 aprile 2011 | 5 803 000      | 22,74%  |
| 8       | 5 maggio 2011  | 5 427 000      | 22,13%  |
| Media   | Media          | 5 538 000      | 22,34%  |

### Quinta edizione (2012)
La quinta edizione del programma, è stata proposta ogni giovedì in prima serata su Canale 5 dal 13 settembre al 25 ottobre 2012 per sette puntate. La conduzione inizialmente doveva essere affidata nuovamente a Gerry Scotti che però dovette rinunciare per troppi impegni. Questa edizione è stata quindi condotta da Teo Mammucari con la presenza fissa di Jyoti Amge (la donna più bassa del pianeta) e la registrazione delle puntate è avvenuta presso lo studio 8 del Centro Titanus Elios di Roma.
| Puntata | Messa in onda     | Ascolti        | Ascolti |
| Puntata | Messa in onda     | Telespettatori | Share   |
| ------- | ----------------- | -------------- | ------- |
| 1       | 13 settembre 2012 | 4 881 000      | 21,48%  |
| 2       | 20 settembre 2012 | 3 386 000      | 16,39%  |
| 3       | 27 settembre 2012 | 4 897 000      | 19,76%  |
| 4       | 4 ottobre 2012    | 4 084 000      | 16,44%  |
| 5       | 11 ottobre 2012   | 4 864 000      | 18,97%  |
| 6       | 18 ottobre 2012   | 4 153 000      | 16,16%  |
| 7       | 25 ottobre 2012   | 4 069 000      | 15,26%  |
| Media   | Media             | 4 333 000      | 17,77%  |

### Sesta edizione (2015)
La sesta edizione del programma, è stata registrata nello studio 20 di Cologno Monzese durante l'estate 2014 ed è stata proposta sempre su Canale 5 dal 17 febbraio al 6 aprile 2015 per otto puntate con il ritorno alla conduzione di Gerry Scotti. Le prime sei puntate sono state trasmesse di martedì, mentre le ultime due sono state trasmesse di lunedì. Per la prima volta compare insieme a Gerry suo figlio Edoardo in veste di inviato. I record delle esterne in Cina sono convalidati dal giudice canadese Lisa Hoffman, mentre per alcuni record in Italia ci si avvale del contributo di Elizabeth Smith (meglio nota come Liz Smith, conduttrice del programma prodotto da truTV Guinness World Records Gone Wild). Il 19 maggio 2015 su Canale 5, viene riproposto il meglio di questa edizione con una puntata dal titolo 3...2...1... Records.
| Puntata              | Messa in onda    | Ascolti        | Ascolti |
| Puntata              | Messa in onda    | Telespettatori | Share   |
| -------------------- | ---------------- | -------------- | ------- |
| 1                    | 17 febbraio 2015 | 4 915 000      | 20,44%  |
| 2                    | 24 febbraio 2015 | 4 841 000      | 19,80%  |
| 3                    | 3 marzo 2015     | 3 799 000      | 15,62%  |
| 4                    | 10 marzo 2015    | 3 700 000      | 15,93%  |
| 5                    | 17 marzo 2015    | 3 750 000      | 15,60%  |
| 6                    | 24 marzo 2015    | 3 458 000      | 14,76%  |
| 7                    | 30 marzo 2015    | 3 753 000      | 15,15%  |
| 8                    | 6 aprile 2015    | 3 469 000      | 15,11%  |
| Media                | Media            | 3 961 000      | 16,55%  |
| 3...2...1... Records | 19 maggio 2015   | 1 943 000      | 8,57%   |

### Settima edizione (2018)
Le registrazioni della settima edizione sono cominciate il 10 novembre 2018 dagli studi De Paolis di Roma. La conduzione è stata affidata ad Enrico Papi, le puntate sono state trasmesse sul canale free del gruppo Sky TV8 nei mesi di novembre e dicembre 2018 con il titolo La notte dei record. Tramite gli spot pubblicitari viene ufficializzata la messa in onda del programma, che ha trovato la sua collocazione ogni domenica in prima serata dal 25 novembre al 23 dicembre 2018 per cinque puntate. Ospite fisso della trasmissione è stato Mr. Cherry, il giapponese detentore del maggior numero di Guinness.
| Puntata | Messa in onda    | Ascolti        | Ascolti |
| Puntata | Messa in onda    | Telespettatori | Share   |
| ------- | ---------------- | -------------- | ------- |
| 1       | 25 novembre 2018 | 614 000        | 2,60%   |
| 2       | 2 dicembre 2018  | 534 000        | 2,40%   |
| 3       | 9 dicembre 2018  | 631 000        | 2,80%   |
| 4       | 16 dicembre 2018 | 785 000        | 3,60%   |
| 5       | 23 dicembre 2018 | 742 000        | 3,50%   |
| Media   | Media            | 661 000        | 2,98%   |

### Ottava edizione (2022)
L'ottava edizione del programma, è andata in onda ogni domenica in prima serata su Canale 5 dal 6 marzo al 10 aprile 2022 per sei puntate con il ritorno di Gerry Scotti alla conduzione. Tra i record c'è anche quello del presentatore, che è risultato il conduttore di sesso maschile che ha condotto più puntate in assoluto al mondo del format di Chi vuol essere milionario?. Tale record batte il record precedente, detenuto sempre da Gerry Scotti, il cui premio fu consegnato nel 2011 durante la quarta edizione del programma.
| Puntata | Messa in onda  | Ascolti        | Ascolti |
| Puntata | Messa in onda  | Telespettatori | Share   |
| ------- | -------------- | -------------- | ------- |
| 1       | 6 marzo 2022   | 2 829 000      | 15,97%  |
| 2       | 13 marzo 2022  | 3 058 000      | 16,22%  |
| 3       | 20 marzo 2022  | 2 472 000      | 13,20%  |
| 4       | 27 marzo 2022  | 2 860 000      | 14,85%  |
| 5       | 3 aprile 2022  | 2 320 000      | 12,10%  |
| 6       | 10 aprile 2022 | 2 544 000      | 12,60%  |
| Media   | Media          | 2 680 500      | 14,16%  |

### Nona edizione (2023)
La nona edizione del programma, sempre con la conduzione di Gerry Scotti, è andata in onda ogni domenica in prima serata su Canale 5 dal 19 febbraio al 23 aprile 2023 per dieci puntate seguite da due puntate speciali, andate in onda il 30 aprile e il 7 maggio, con il meglio dell'edizione.
| Puntata | Messa in onda    | Ascolti        | Ascolti |
| Puntata | Messa in onda    | Telespettatori | Share   |
| ------- | ---------------- | -------------- | ------- |
| 1       | 19 febbraio 2023 | 2 489 000      | 15,87%  |
| 2       | 26 febbraio 2023 | 2 376 000      | 14,33%  |
| 3       | 5 marzo 2023     | 2 340 000      | 14,15%  |
| 4       | 12 marzo 2023    | 2 296 000      | 14,60%  |
| 5       | 19 marzo 2023    | 2 168 000      | 13,75%  |
| 6       | 26 marzo 2023    | 2 285 000      | 14,48%  |
| 7       | 2 aprile 2023    | 2 222 000      | 14,32%  |
| 8       | 9 aprile 2023    | 2 865 000      | 18,53%  |
| 9       | 16 aprile 2023   | 2 347 000      | 15,20%  |
| 10      | 23 aprile 2023   | 2 381 000      | 15,90%  |
| Media   | Media            | 2 377 000      | 15,11%  |
| Remix   | 30 aprile 2023   | 1 866 000      | 12,06%  |
| Remix   | 7 maggio 2023    | 1 655 000      | 10,94%  |
| Media   | Media            | 1 760 000      | 11,50%  |

### Decima edizione (2024)
La decima edizione del programma, sempre con la conduzione di Gerry Scotti, è andata in onda ogni domenica in prima serata su Canale 5 dal 4 febbraio al 21 aprile 2024 per dodici puntate seguite da una puntata speciale, andata in onda il 28 aprile, con il meglio dell'edizione.
| Puntata | Messa in onda    | Ascolti        | Ascolti |
| Puntata | Messa in onda    | Telespettatori | Share   |
| ------- | ---------------- | -------------- | ------- |
| 1       | 4 febbraio 2024  | 2 355 000      | 16,51%  |
| 2       | 11 febbraio 2024 | 2 164 000      | 14,32%  |
| 3       | 18 febbraio 2024 | 2 454 000      | 16,28%  |
| 4       | 25 febbraio 2024 | 2 197 000      | 14,73%  |
| 5       | 3 marzo 2024     | 1 973 000      | 12,99%  |
| 6       | 10 marzo 2024    | 1 998 000      | 13,10%  |
| 7       | 17 marzo 2024    | 2 079 000      | 14,88%  |
| 8       | 24 marzo 2024    | 2 111 000      | 14,58%  |
| 9       | 31 marzo 2024    | 2 406 000      | 15,72%  |
| 10      | 7 aprile 2024    | 2 159 000      | 15,88%  |
| 11      | 14 aprile 2024   | 2 027 000      | 13,91%  |
| 12      | 21 aprile 2024   | 2 014 000      | 14,50%  |
| Media   | Media            | 2 161 000      | 14,78%  |
| Remix   | 28 aprile 2024   | 1 758 000      | 12,42%  |

### Undicesima edizione (2025)
L'undicesima edizione del programma, sempre con la conduzione di Gerry Scotti, è andata in onda in prima serata su Canale 5 dal 5 marzo al 15 maggio 2025 per dieci puntate. Le prime quattro puntate sono state trasmesse di mercoledì, mentre le successive cinque di domenica e l'ultima di giovedì.  
| Puntata | Messa in onda  | Ascolti        | Ascolti |
| Puntata | Messa in onda  | Telespettatori | Share   |
| ------- | -------------- | -------------- | ------- |
| 1       | 5 marzo 2025   | 2 123 000      | 14,90%  |
| 2       | 12 marzo 2025  | 1 872 000      | 14,10%  |
| 3       | 19 marzo 2025  | 1 707 000      | 11,91%  |
| 4       | 26 marzo 2025  | 1 679 000      | 12,20%  |
| 5       | 30 marzo 2025  | 1 864 000      | 12,10%  |
| 6       | 6 aprile 2025  | 1 695 000      | 12,00%  |
| 7       | 13 aprile 2025 | 1 631 000      | 11,70%  |
| 8       | 27 aprile 2025 | 1 745 000      | 12,50%  |
| 9       | 11 maggio 2025 | 1 499 000      | 10,90%  |
| 10      | 15 maggio 2025 | 1 241 000      | 9,00%   |
| Media   | Media          | 1 705 000      | 12,13%  |

## Audience
| Edizione | Rete televisiva | Anno | Stagione          | Programmazione | Programmazione | Programmazione | Programmazione | Programmazione | Programmazione | Programmazione | Collocazione | Media auditel  | Media auditel | Premiere       | Premiere | Finale         | Finale | Il meglio      | Il meglio |
| Edizione | Rete televisiva | Anno | Stagione          | L              | M              | M              | G              | V              | S              | D              | Collocazione | Telespettatori | Share         | Telespettatori | Share    | Telespettatori | Share  | Telespettatori | Share     |
| -------- | --------------- | ---- | ----------------- | -------------- | -------------- | -------------- | -------------- | -------------- | -------------- | -------------- | ------------ | -------------- | ------------- | -------------- | -------- | -------------- | ------ | -------------- | --------- |
| Pilota   | Canale 5        | 2006 | inverno           |                |                |                |                |                |                |                | Prima serata | 5 022 000      | 24,68%        | –              | –        | –              | –      | –              | –         |
| 1ª       | Canale 5        | 2008 | primavera         |                |                | 6 756 000      | 28,85%         | 6 120 000      | 26,74%         | 6 619 000      | Prima serata | 27,66%         | –             | –              |          |                |        |                |           |
| 2ª       | Canale 5        | 2009 | primavera         | 6 027 000      | 26,93%         | 6 132 000      | 27,00%         | 5 830 000      | 27,44%         |                | Prima serata |                | –             | –              |          |                |        |                |           |
| 3ª       | Canale 5        | 2010 | primavera         |                |                | 3 665 000      | 18,74%         | 3 632 000      | 18,06%         | 3 745 000      | Prima serata | 19,21%         | –             | –              |          |                |        |                |           |
| 4ª       | Canale 5        | 2011 | inverno-primavera |                |                | 5 538 000      | 22,34%         | 6 122 000      | 23,15%         | 5 427 000      | Prima serata | 22,13%         | –             | –              |          |                |        |                |           |
| 5ª       | Canale 5        | 2012 | estate-autunno    | 4 333 000      | 17,77%         | 4 881 000      | 21,48%         | 4 069 000      | 15,26%         |                | Prima serata |                | –             | –              |          |                |        |                |           |
| 6ª       | Canale 5        | 2015 | inverno-primavera |                |                |                | 3 961 000      | 16,55%         | 4 915 000      | 20,44%         | Prima serata | 3 469 000      | 15,11%        | 1 943 000      | 8,57%    |                |        |                |           |
| 7ª       | TV8             | 2018 | autunno-inverno   |                |                |                | 661 000        | 2,98%          | 614 000        | 2,60%          | Prima serata | 742 000        | 3,50%         | –              | –        |                |        |                |           |
| 8ª       | Canale 5        | 2022 | inverno-primavera | 2 680 500      | 14,16%         | 2 829 000      | 15,97%         | 2 544 000      | 12,60%         |                | Prima serata |                |               | –              | –        |                |        |                |           |
| 9ª       | Canale 5        | 2023 | inverno-primavera | 2 377 000      | 15,11%         | 2 489 000      | 15,87%         | 2 381 000      | 15,90%         | 1 760 000      | Prima serata | 11,50%         |               |                |          |                |        |                |           |
| 10ª      | Canale 5        | 2024 | inverno-primavera | 2 161 000      | 14,78%         | 2 355 000      | 16,51%         | 2 014 000      | 14,50%         | 1 758 000      | Prima serata | 12,42%         |               |                |          |                |        |                |           |
| 11ª      | Canale 5        | 2025 | inverno-primavera |                |                | 1 705 000      | 12,13%         | 2 123 000      | 14,90%         | 1 241 000      | Prima serata | 9,00%          | –             | –              |          |                |        |                |           |

## Sigla e musiche
Nella puntata pilota e nelle prime tre edizioni la sigla era una musica realizzata per il programma. Nella quarta e quinta edizione la sigla del programma era la canzone The Time (Dirty Bit) dall'album The Beginning dei Black Eyed Peas. Nella sesta edizione la sigla era Feel This Moment cantata in duetto da Pitbull e Christina Aguilera mentre per l'entrata in studio del conduttore e dei concorrenti, la musica era Roar di Katy Perry. Quest'ultima è stata poi mantenuta come sigla dall'ottava edizione (come sigla di chiusura, usata per le Highlights, invece è stata usata Dove si balla di Dargen D'Amico nell'ottava edizione,  Million Dollar Baby di Ava Max nella nona edizione, I Know You Want Me (Calle Ocho) e Timber di Pitbull nella decima edizione e Abracadabra di Lady Gaga nell'undicesima edizione). Quando viene dichiarato un record a un concorrente si ha la musica usata per le prime tre edizioni. Nella settima edizione targata Sky, la sigla era una musica creata per il programma. La direzione musicale è di Danilo e Federico Vaona.

## Altri programmi legati alGuinness dei Primati
In occasione del quarantesimo anniversario del Guinness dei Primati, giovedì 26 ottobre 1995 alle ore 20:40 viene realizzato lo speciale dal titolo: Il Guinness dei primati. La trasmissione, co-prodotta con Spagna e Portogallo, è stata condotta da Alberto Castagna e vede come protagonisti alcuni detentori di record esibirsi in performance dimostrative della loro capacità, cercando di confermare o battere il proprio record. Nel corso della serata diretta da Mario Bianchi vengono mostrati la mortadella e il salame più lunghi del mondo e i più grandi ortaggi, tra cui una zucca di 282 kg. Gli inviati Federica Panicucci e Davide Mengacci si collegano rispettivamente da Monza, per mostrare l'uomo che cammina più velocemente sulle mani e la persona che riesce a parcheggiare una macchina in uno spazio ridottissimo, e da Spoltore, un paese in provincia di Pescara, dove viene realizzata la spaghettata più grande del mondo (101100 kg di spaghetti cotti in 2 500 litri d'acqua). Visto il buon riscontro di pubblico il programma viene proposto con una seconda edizione la sera di mercoledì 13 novembre 1996 con la conduzione del riconfermato Castagna, affiancato da Francesca Rettondini e Antonello Piroso. Nel corso della serata si esibiscono tra gli altri l'inglese John Evans, capace di sorreggere con la testa un automobile, l'indiano Hamidi, che tiene in equilibrio una pila di monete e 20 ragazzi di Locri che riescono a stare tutti in equilibrio su una vespa. La serata venne seguita da 3 986 000 spettatori.